# Бородинский сельсовет (Красноярский край)
Бородинский сельсовет - сельское поселение в Рыбинском районе Красноярского края.
Административный центр — село Бородино.

## История
Статус и границы сельского поселения установлены Законом Красноярского края от 18 февраля 2005 года № 13-3019 «Об установлении границ и наделении соответствующим статусом муниципального образования Рыбинский район и находящихся в его границах иных муниципальных образований»

## Население
| 2010 | 2012  | 2013  | 2014  | 2015  | 2016  | 2017  |
| ---- | ----- | ----- | ----- | ----- | ----- | ----- |
| 1378 | ↗1392 | ↘1381 | ↗1386 | ↘1383 | ↘1376 | ↘1335 |

## Состав сельского поселения
В состав сельского поселения входят 6 населённых пунктов:
| № | Населённый пункт | Тип населённого пункта       | Население |
| - | ---------------- | ---------------------------- | --------- |
| 1 | Бородино         | село, административный центр | 877       |
| 2 | Верховая         | деревня                      | 155       |
| 3 | Лозовая          | деревня                      | 147       |
| 4 | Лощинка          | деревня                      | 51        |
| 5 | Низинка          | деревня                      | 102       |
| 6 | Тульское         | деревня                      | 44        |

Законом Красноярского края от 29 июня 2017 года № 3-837 была упразднена деревня Солонечное.

## Местное самоуправление
Бородинский сельский Совет депутатов. Срок полномочий5 лет. Количество депутатов:  10
Глава муниципального образования
- Грушкин Виктор Александрович. Дата избрания : 09.10.2011. Срок полномочий: 5 лет